# Libre (album)
Libre (vrij) is het eerste album van popzanger en lid van het kwartet Il Divo, Sébastien Izambard. Het is uitgekomen op 13 oktober 2000 en bevat 11 Franstalige popnummers.

## Tracklijst
| Nr. | Titel             | Schrijver(s)          | Muziek                             | Duur |
| --- | ----------------- | --------------------- | ---------------------------------- | ---- |
| 1.  | Echec à la dame   | Fab Fab and V.Baguian | Sébastien Izambard & Lionel Tridon | 3:40 |
| 2.  | Libre             | Lionel Florence       | Sébastien Izambard                 | 4:14 |
| 3.  | Même si vivre     | Lionel Florence       | Sébastien Izambard & Lionel Tridon | 4:11 |
| 4.  | Un Coin D'Enfance | Lionel Florence       | Sébastien Izambard                 | 3:15 |
| 5.  | J't'en Veux       | Lionel Florence       | Sébastien Izambard                 | 3:50 |
| 6.  | Si Tu Savais      | Lionel Florence       | Sébastien Izambard                 | 3:40 |
| 7.  | Loin D'hier       | Lionel Florence       | Sébastien Izambard                 | 2:51 |
| 8.  | C'est un Mystère  | Christophe Bardy      | J-P Taïeb                          | 4:37 |
| 9.  | Danse             | Christophe Bardy      | Sébastien Izambard & Lionel Tridon | 3:26 |
| 10. | Dangereuse        | Christophe Bardy      | Sébastien Izambard & Lionel Tridon | 4:27 |
| 11. | Dis-le quand même | Lionel Florence       | Sébastien Izambard                 | 3:24 |